# Брик, Григорий Евдокимович
Григорий Евдокимович Брик (1915—1983) — Гвардии капитан Советской Армии, участник Великой Отечественной войны, Герой Советского Союза (1945).

## Биография
Григорий Брик родился 7 (по новому стилю — 20) ноября 1915 года в селе Худяки (ныне — Черкасский район Черкасской области Украины) в крестьянской семье. После окончания Киевского педагогического института работал учителем в Киеве. В 1937 году был призван на службу в Рабоче-крестьянскую Красную Армию, служил в железнодорожных войсках. С июня 1941 года — на фронтах Великой Отечественной войны. Участвовал в восстановлении разрушенных железнодорожных путей, впервые участвовал в бою во втором месяце войны. В 1942 году вступил в ВКП(б). С марта 1942 года воевал в действующей армии. Был ранен, после выписки участвовал в Сталинградской битве. К январю 1945 года гвардии капитан Григорий Брик командовал миномётной ротой 42-го гвардейского стрелкового полка 13-й гвардейской стрелковой дивизии 5-й гвардейской армии 1-го Украинского фронта. Отличился во время форсирования Одера.
24 января 1945 года Брик вместе с передовым отрядом переправился на западный берег Одера в районе города Олау (ныне — Олава, Польша). Миномётным огнём он успешно сковал действия противника, что способствовало десантной группе в захвате плацдарма и овладении селом Линден. Во время контратак, которые советские войска отражали в течение двух суток, Брик организовал круговую оборону плацдарма, несколько раз лично водил бойцов в атаку. Когда у роты кончились боеприпасы, вызвал огонь на себя, что способствовало успешному удержанию плацдарма.
Указом Президиума Верховного Совета СССР от 10 апреля 1945 года за «образцовое выполнение заданий командования и проявленные при этом мужество и героизм» гвардии капитан Григорий Брик был удостоен высокого звания Героя Советского Союза с вручением ордена Ленина и медали «Золотая Звезда» за номером 6046.
Участвовал в Параде Победы. В 1946 году был уволен в запас, после чего вернулся домой. Первоначально находился на хозяйственной работе, с 1949 года работал учителем истории средней школы в родном селе. Умер 16 февраля 1983 года.
Был также награждён орденами Отечественной войны 1-й и 2-й степеней, двумя орденами Красной Звезды, а также рядом медалей. В честь Брика названа улица и школа в Худяках.